# ラスト・ナイト・オン・アース (U2の曲)
「ラスト・ナイト・オン・アース」（Last Night on Earth)は、U2の1997年アルバム『Pop』に収録されている曲で、シングルカットされた。

## 概要
「If God Will Send His Angels」「If You Wear That Velvet Dress」「Wake Up Dead Man」と同様『Zooropa』のアウトテイクである。

またBPファロンの『Faraway So Close』でも次のように言及されている。
曲のタイトルがまるで金平糖のように次から次へ飛び出してきた。「Last Night on Earth」とクレイジーなインスト曲「Nosejob」。他にも「Untidy Life」という曲があり、「Daddy’s Gonna Pay For Your Car Crash」には“dressed up like a car crash, leather and chrome…”という歌詞があった。そして非常に美しい「If God Will Send His Angels」という曲もあった。
レコーディング最終日になってもコーラスが出来上がらず、午前4時を過ぎてやっと「You've got to give it away」の歌詞が思い浮かんだ頃には、ボノの喉は潰れていたので、たっぷりエコーを効かせ、エッジのコーラスを被せて誤魔化すことになった。
ブラジルのミュージシャンNana Vasconcelosの「Trayra Boia」という曲がサンプリングされている。
出来には不満だったようで「Please」「Last Night on Earth」「If God Will Send His Angels」はシングルカットされた際、再レコーディングされ、エッジのコーラスがさらに強調されている。またこの時、ヴィム・ヴェンダースの映画「エンド・オブ・バイオレンス」のサントラに収録されたシネイド・オコナーとのコラボ曲「I'm not Your Baby」も一緒にレコーディングされている。
ジャケットはムンクの「叫び」のパロディ。

## 収録曲
Version 1 CD（日本盤）
1. Last Night on Earth (Single Version)
2. Pop Muzik (Pop Mart Mix)
3. Happiness is a Warm Gun (The Gun Mix)

Version 2 CD（UK盤）
1. Last Night on Earth (First Night Hell in Mix)
2. Numb (The Soul Assassins Mix)
3. Happiness is a Warm Gun (The Danny Saber Mix)
4. Pop Muzik (Pop Mart Mix)

Version 3 カセットテープ（UK盤）
1. Last Night on Earth (Single Version)
2. Pop Muzik (Pop Mart Mix)

## PV
- 監督：リッチー・スマイス&ジョン・ブランド
- プロデューサー：キャシー・ハーベルストック
- 編集：ジュニファー・カルダー
- ロケ地：カンザス・シティ
- 撮影日：1997年5月20日
- リリース日：1997年7月5日

このPVの撮影は1997年5月20日と21日にカンザス・シティで行われた。その際、午前9時から午後2時まで州道670号と350号、ローカル道路のいくつかが通行止めにされ、その間、市内では大きな交通渋滞が発生し、市長が撮影許可を出したことについて市民に謝罪する羽目になった。PVに登場する女性はモデルで、現在は小説家のソフィー・ダール（ロアルド・ダールの孫）。また最後に登場する老人は小説家のウィリアム・バロウズで、1997年8月に亡くなったバロウズの最後の映像で見る姿である。このPVには字幕のあるヴァージョンと字幕のないヴァージョンの2種類ある

### First Night in Hell Mix
- 監督：ジョン・ブランド
- プロデューサー：ジョン・ブランド
- 編集：ジョン・ブランド
- 撮影日：1997年6月
- リリース日：1997年7月18日

ダンスミュージックの番組で少し流れただけで、ほとんどオンエアされなかった。

## ライブ
Popmartでは毎回演奏され、その際、次の歌詞が追加された。
I went looking...
I went looking for spirit... Found alcohol
I went looking for soul... And I bought some style
I wanted to meet God... But you sold me religion
が、それ以来、セトリには入っていない。『U2 By U2』では「いい曲だけど、『New Year's Day』や『Sunday Bloody Sunday』に比べたらどうか」と評されている。

## リミックス
- First Night In Hell Mix (1997)

by John Carter ( 「Last Night on Earth」収録)

## B面曲

### Pop Muzik
Mのカバー。ライブのオープニングに使われたヴァージョンではロビン・スコットがヴォーカルを務めているが、このヴァージョンではボノヴォーカルで、「dance to the PopMart, top of the food chain」という歌詞が付け加えられている。

### Happiness Is a Warm Gun
The Beatlesのカバー。「Gun mix」と「Danny Saber mix」の2ヴァージョンある。